# 1823年逝世人物列表
下面是1823年逝世的知名人士列表。
1823年逝世人物列表：1月 - 2月 - 3月 - 4月 - 5月 - 6月 - 7月 - 8月 - 9月 - 10月 - 11月 - 12月

## 1月

### 1日
- 弗朗茨·彼得·安東·穆澤，奧地利管風琴製造商

### 2日
- 亞伯拉罕·吉拉德，瑞士雕刻師

### 3日
- 約翰·巴普蒂斯特·阿爾蓋爾，奧地利棋手
- 約翰·伯恩哈德·雅各·貝倫斯，德國醫生

### 4日
- 約瑟夫·凱勒，德國畫家
- 約翰·克利斯蒂安·沃爾克哈特，德國新教神職人員和校長

### 5日
- 喬治·約翰斯頓，英國航海家和新南威爾士州副總督
- 卡爾·奧古斯特·拉戈茨基，德國新教神職人員

### 6日
- 恩斯特·奧古斯特·埃弗斯，德國教育家和語言學家
- 卡爾·弗里德里希·利貝爾，德國總監

### 8日
- 弗朗西斯·洛克，美國政治家

### 11日
- 約翰·戈特弗裡德·萊昂哈迪，德國醫生

### 12日
- 卡爾·威廉·馮·岡德羅德，德國林務員和政治家
- 喬納森·英格索爾，美國政治家

### 13日
- 馬蒂亞斯·喬裡森，德國改革宗神職人員和讚美詩作家

### 14日
- 德特列夫·奧爾斯豪森，德國新教神學家
- 恩斯特·冯·吕歇尔，普魯士軍官，最後一位步兵將軍

### 16日
- 威廉·克利斯蒂安·馮·拉裡施，普魯士中將兼第53步兵團團長
- 伊瓦爾·克利斯蒂安·拉森，丹麥少將
- 庫爾特·弗希特戈特·格奧爾格·馮·施利希廷，普魯士皇家少將

### 17日
- 撒迦利亞·維爾納，浪漫主義時期的德國詩人和劇作家

### 19日
- 威廉·蘭姆頓，英國測地線

### 21日
- 吉迪恩·奧林，美國政治家
- 卡耶塔諾·何塞·羅德裡格斯，阿根廷駐圖庫曼國會代表

### 22日
- 約翰·朱利葉斯·安格斯坦，出生於俄羅斯的英國商人、保險公司和藝術收藏家
- 讓-皮埃爾·巴卡松·德·蒙塔利維特，法國政治家

### 24日
- 安東·威廉·古斯特曼，奧地利法律學者和大學講師

### 25日
- 老約翰·海因里希·布勒勒，瑞士畫家和雕刻師
- 路德維希·菲力浦·戈特洛布·馮·丹克爾曼，撒克遜地區主任和地區長官
- 戈特洛布·雅各比，德國企業家

### 26日
- 愛德華·詹納，英國醫生，醫學研究員

### 27日
- 查理斯·赫頓，英國數學家

### 30日
- 奧托·馮·沃斯，普魯士王國樞密院國務大臣兼大教堂院長
- 魯道夫·馮·弗爾布納，奧地利公務員

### 31日
- 彼得·布鲁克斯，德國舞蹈家、芭蕾舞大師和作曲家

### 日期不詳
- 尼古拉斯·澤沃斯，希臘解放戰爭將軍

## 2月

### 4日
- 弗朗茨·布勒，德國本篤會修道士、音樂家和作曲家
- 约翰·兰伯特，美國政治家

### 5日
- 貝倫德·科爾德斯，德國語言學家和圖書館員

### 6日
- 約翰·尚克，英國造船廠和海軍上將

### 7日
- 卡爾·海因里希·威廉·安辛，德國軍官，最後一位中將，在荷蘭服役
- 克利斯蒂安·約翰·克萊特，德國醫生
- 胡安·安東尼奧·略倫特，西班牙神職人員、政治家和歷史學家
- 安托萬-法蘭索瓦·佩爾，法國建築師和室內裝飾師
- 安·拉德克利夫，英國作家

### 9日
- 艾格尼絲·易卜生，英國植物生理學家
- 弗里德里希·特勞戈特·哈斯，德國作家和詩人，撒克遜秘密內閣秘書和戰爭顧問以及葡萄園主
- 弗朗茨·安東·祖卡里尼，德國兒童演員、舞蹈家、戲劇演員、導演、表演教師

### 10日
- 喬治·基恩德爾，巴伐利亞農民和政治家

### 11日
- 威廉·普萊費爾，蘇格蘭工程師和經濟學家，信息圖表的先驅
- Philipp Yung，萊比錫大學德語英語講師

### 12日
- 弗裡德里希·奧古斯特·克萊因，德國新教神學家、神職人員和大學講師

### 14日
- 皮埃爾·保羅·普魯德洪，法國畫家

### 15日
- 高登齊奧·派特里尼亞尼，義大利羅馬天主教神父和費倫蒂諾主教

### 16日
- 亞歷山大·費迪南德·馮·梅倫廷，皇家撒克遜少將
- 約翰·戈特弗里德·希赫特，德國作曲家，布商大廈，聖湯瑪斯的頌歌家

### 17日
- 弗裡德里希·馮·克萊斯特，普魯士陸軍元帥

### 18日
- 奥托·海因里希·伊格尔斯特伦，俄羅斯將軍和外交官

### 20日
- 喬納斯·路德維希·馮·赫斯，德國記者和政治家

### 21日
- 查理斯·沃爾夫，愛爾蘭詩人
- 約翰·喬治·奧古斯特·哈克，德國路德宗神學家
- 所羅門·弗里德里希·默克爾，德國律師

### 23日
- 海因里希·塞里尼·德·蒙特·瓦爾奇，皇家撒克遜中將，內閣和戰爭部長，德累斯頓總督
- 彼得·安東·烏爾里希·皮烏蒂，義大利企業家和商人

### 24日
- 弗里德里希·路德維希·斯凱爾，德國園林設計師

### 26日
- 羅伯特·布朗，美國政治家
- 約翰·哈恩，美國政治家
- 約翰·菲力浦·肯布爾，英國舞台演員

### 27日
- 卡爾·奧古斯特·馮·佈雷岑海姆，佈雷岑海姆的第一位帝國親王
- 威廉·范·內斯（William W.Van Ness），美國律師和政治家

### 28日
- 卡爾·魯道夫·弗里德里希·拉赫曼，德國神學家和教育家

### 日期不詳
- 瓦西裡·阿薩納西耶夫，大祭司，卡塔琳娜·巴甫洛夫娜的宮廷牧師，斯圖加特俄羅斯東正教社區的創始人

## 3月

### 1日
- 皮埃爾-讓·加拉，法國巴斯克歌劇演唱家
- 喬治·迪翠希·馮·索貝，普魯士少將

### 2日
- 讓-皮埃爾·德羅，瑞士獎牌得主和鑄幣大師
- 弗朗茨·丹尼爾·弗裡德里希·瓦澤克，德國神學家

### 5日
- 馬格達萊娜·魯登舍爾德，瑞典陰謀家

### 6日
- 詹姆斯·亨德森·伊姆利，美國政治家

### 7日
- 約翰·喬治·弗裡德里希·馮·萊科，普魯士地區行政長官

### 8日
- 弗朗西斯一世，德國藝術收藏家

### 9日
- 漢斯·康拉德·埃舍爾·馮·德·林特，瑞士科學家、土木工程師和政治家
- 讓·亨利·范·斯溫登，荷蘭數學家和科學家

### 10日
- 第一代基思子爵喬治·埃爾芬斯通，英國海軍上將
- 約翰·恩格爾伯特·福克修斯，內政部長、法院院長
- 戈特利布·魯道夫·克雷爾，德國新教神職人員
- 哈米爾卡·馮·拉維茨-科辛斯基，波蘭師長，普魯士中將，波茲南要塞指揮官

### 14日
- 夏尔·弗朗索瓦·迪穆里埃，法國將軍
- 第一代圣文森特伯爵约翰·杰维斯，英國皇家海軍上將
- 約阿希姆·尼古拉斯·斯托爾福特，呂貝克商人和政治家

### 15日
- 約翰·喬治·弗裡德里希·倫，哲學家、神學家和神職人員
- 約翰·雅各·馮·維特根斯坦，科隆律師、商人、銀行家和政治家，法國時期科隆市市長和市長

### 17日
- 瑪格麗特-凱薩琳·海諾，法國國王路易十五的情婦

### 18日
- 讓-巴蒂斯特·佈雷瓦爾，法國大提琴家
- 亨利·布羅克霍爾斯特·利文斯頓，美國最高法院大法官
- 克利斯蒂安·路德維希·莫爾辛納，德國外科醫生和大學講師

### 19日
- 亚当·卡齐米日·恰尔托雷斯基，波蘭貴族和藝術贊助人
- 路易士·瑪麗亞·德·博爾邦·瓦拉布里加，西班牙因凡特，托萊多紅衣主教和大主教
- 菲利斯·拉迪卡蒂，義大利古典小提琴家和作曲家

### 20日
- 喬治·恩斯特·賈斯圖斯·凱澤，德國畫家

### 23日
- 克利斯蒂安·弗裡德里希·聖哥達·韋斯特菲爾德，修道院法警

### 25日
- 約瑟夫·安東·克裡斯特，奧地利歌手和演員
- 朱塞佩·巴爾托洛梅奧·梅諾曹，義大利教廷主教

### 26日
- 弗朗茨·約瑟夫·沃爾穆斯，薩爾茨堡劊子手

### 27日
- 路德維希·馮·巴茨科，德國作家

### 29日
- 彼得·普萊特，天花疫苗接種的老師和發現者

### 30日
- 馬格努斯·泰特，美國政治家（聯邦黨）

## 4月

### 1日
- 戈特洛布·西吉斯蒙德·唐納，德國路德宗神學家
- 丹尼爾·亨滕，德國作曲家和音樂家

### 3日
- 埃裡克·約翰·斯塔涅留斯，瑞典詩人

### 4日
- 阿瑪莉·路易絲·馮·阿倫伯格，阿倫貝格公主和公爵夫人，巴伐利亞州馬克斯·約瑟夫的母親

### 5日
- 赫爾克里·科爾比諾，法國騎兵上校

### 7日
- 雅克·亞歷山大·塞薩爾·查理斯，法國物理學家

### 10日
- 卡尔·莱昂哈德·莱因霍尔德，奧地利哲學家，德國啟蒙運動的作者
- 克利斯蒂安·格奧爾格·舒茨·德·維特，德國畫家和蝕刻師

### 11日
- 海因里希·約瑟夫·馮·格魯特，科隆選民政治家和科隆市市長

### 13日
- 安東尼奧·費利斯·宗達達里，義大利紅衣主教和錫耶納大主教

### 14日
- 伊格納茲·卡爾·馮·喬林斯基，奧地利貴族和帝國和皇家公務員

### 15日
- 約翰·克利斯蒂安·約瑟夫·阿布斯，德國教育家

### 17日
- 海因里希·弗裡德里希·恩斯特·馮·科爾文-維爾斯比茨基，普魯士皇家少將，最後是第10龍騎兵團的指揮官

### 18日
- 喬治·卡博特，美國政治家
- 海因里希·奧古斯特·弗裡德里希·馮·賴岑施泰因，普魯士少將兼胸甲騎兵團第7團團長

### 22日
- 約翰內斯·安布羅休斯·多夫，西多會，羅馬天主教神學家，勃蘭登堡和波美拉尼亞王子主教代表，柏林聖海德薇教務長

### 23日
- 亞倫·阿羅史密斯，英國製圖師和水文學家
- 維爾納·阿道夫·馮·哈克斯特豪森，德國貴族，帕德博恩德羅斯特
- 約翰·威廉姆斯·沃克，美國政治家
- 卡爾·格奧爾格·弗里德里希·馮·沃貝瑟，普魯士皇家中將，第14龍騎兵團團長。

### 24日
- 佩特魯斯·馮·哈茨費爾德，神父，馬林費爾德修道院院長
- 普羅查斯卡-科羅尼尼的約翰，奧地利陸軍元帥中尉

### 27日
- 漢斯·約阿希姆·弗裡德里希·馮·西多，普魯士中將

### 29日
- 德懷特·福斯特，美國政治家（聯邦黨）

### 日期不詳
- 馬丁·弗里德里希·阿倫特，德國植物學家和考古學家
- 雅克·維德克爾（Jacques Wiederkehr），法國古典時期的大提琴家和作曲家
- 克利斯蒂安·戈特洛布·艾納特，撒克遜律師和萊比錫市長

## 5月

### 1日
- 約翰·本尼迪克特·威爾姆斯，律師、太平紳士和大學講師

### 2日
- 湯瑪斯·大衛，塔斯馬尼亞州副州長
- 約翰·安德列亞斯·戈爾，德國管風琴製造商
- 艾哈德·弗裡德里希·沃格爾，作家讓·保羅的贊助人

### 6日
- 奧古斯特·威廉·扎卡里亞，德國教官和航空先驅

### 8日
- 薇薇亞諾·奧爾菲尼，天主教會紅衣主教

### 9日
- 約翰·尼古拉斯·阿佩爾，德國作家、哲學博士、設計師、市長

### 11日
- 約翰·弗里德里希·法爾肯哈根，德國管風琴製造商
- 阿索德和波德馬寧的約瑟夫·波德馬尼茨基，匈牙利律師、政治家和藝術贊助人

### 12日
- 約瑟夫·博伊德，美國士兵和政治家

### 15日
- Antonín František Bečvařovský，捷克作曲家

### 16日
- 大田南畝，日本作家

### 17日
- Giambattista Dall'Olio，義大利音樂史學家和管風琴家

### 18日
- 弗雷德里克·伯里，德國畫家
- 安東·格拉姆斯，奧地利小提琴演奏家
- 約翰·格雷，美國政治家

### 19日
- 埃利亞斯·厄爾，美國政治家
- 詹姆斯·霍蘭德，美國政治家
- 伯恩哈迪娜·索菲亞·馮·普萊滕貝格，Geseke Abbey修道院院長
- 撒母耳·里克，美國政治家和大陸軍軍官

### 24日
- 約翰·海因里希·威廉·馮·登·伯肯，德國律師
- 弗朗茨·亞當·馮·瓦爾德斯坦-瓦滕貝格，奧地利植物學家

### 26日
- 斐迪南德·恩斯特·馮·瓦爾德斯坦-瓦滕貝格，英國陸軍中將，條頓騎士團司令，路德維希·范·貝多芬的贊助人

### 28日
- 恩斯特·邁克爾·馮·施維喬，普魯士要塞明登指揮官

### 29日
- 約翰·菲力浦斯，波士頓第一任市長
- 吉羅拉莫·魯賈，瑞士耶穌會士和大學講師

### 30日
- 弗朗茨·馮·瓦爾德西，德國公務員和作家

### 31日
- 雅各·格拉斯，奧地利管風琴製造商
- 弗里德里希·威廉·洛德，德國讚美詩作家和行政人員
- 喬治·弗裡德里希·肖特，薩爾姆-吉爾堡檔案管理員和政府委員

## 6月

### 1日
- 路易·尼古拉·达武，法國元帥
- Maximilian zu Erbach-Schönberg，德國莊園主
- 喬納森·亨特，美國土地擁有者和政客
- 弗朗茨·約瑟夫·沃弗，德國醫生和該國醫學描述的作者

### 2日
- 克利斯蒂安·戈特弗裡德·威廉·萊曼，德國新教神職人員和校長

### 4日
- 弗裡德里希·奧古斯特·馮·西弗斯，利沃尼亞地主

### 6日
- 克利斯蒂安·馮·格梅林，德國法律學者

### 9日
- 約翰·佩茲爾，作家和圖書館員

### 10日
- 克裡斯托夫·伊萬諾維奇·馮·本肯多夫，俄羅斯帝國陸軍中將
- 約翰·內波穆克·丹克斯雷奧，奧地利神職人員，聖波爾滕主教

### 11日
- 約翰·阿諾德·哈爾巴赫，德國製造商

### 18日
- Sophie Eleonore von Kortzfleisch，德國作家

### 19日
- 威廉·科姆，英國作家、詩人和冒險家

### 20日
- 約瑟夫·哈斯萊特，美國政治家
- 西奧多·馮·沙赫特，德國作曲家

### 21日
- 威廉·奧古斯特·魯德洛夫，德國法律學者和漢諾威公務員

### 23日
- 約翰·路德維希·福爾梅，德國醫生

### 25日
- 約翰·約瑟夫·克萊因，德國音樂理論家

### 27日
- 皮埃爾·安托萬·德拉蘭德，法國博物學家、探險家和畫家
- 路易絲·泡利，德國圖書印刷商和出版商
- 納撒尼爾·皮博迪，美國政治家

### 28日
- 伯恩哈德·克利斯蒂安·杜伊辛，德國律師
- 約翰·安德列亞斯·克利斯蒂安·勒爾，德國新教神學家、青年和教育作家
- 約翰·安德列亞斯·塞巴赫，德國管風琴家

## 7月

### 2日
- 彼得·弗里德里希·威廉，呂貝克主教團副官，名義上的奧爾登堡公爵

### 7日
- 本傑明·休格，美國政治家

### 8日
- 亨利·雷伯恩，蘇格蘭畫家[1]
- 克利斯蒂安·弗裡德里希·路德維希，德國植物學家和醫生

### 9日
- 詹姆斯·麦克鲁格，美國政治家
- 海因里希·威廉·卡爾·馮·哈尼爾，黑森大公國 樞密院議員、特命全權公使、聯邦議院特使

### 10日
- 卡爾·普芬德納·馮·梅爾卡茨，普魯士少將

### 16日
- 本尼迪克特·瑪麗亞·馮·韋克邁斯特，羅馬天主教神學家

### 19日
- 卡爾·克利斯蒂安·弗裡德里希·朗霍爾德，德國律師和法警

### 22日
- 威廉·巴特拉姆，美國博物學家

### 27日
- 馬蒂亞斯·馮·弗魯爾，德國礦物學家和地質學家

### 28日
- 瑪納西·卡特勒，美國政治家

### 29日
- 阿道夫·霍恩，德國行政律師、檔案管理員和外交官

### 30日
- 斯蒂芬·馮·沃勒本，奧地利公務員和維也納市長

## 8月

### 1日
- 弗朗西斯·納皮爾，第1758代英國納皮爾勛爵

### 2日
- 拉扎爾·尼古拉斯·瑪格麗特·卡諾，政治家、科學家和中尉
- 第二代貝南男爵查理斯·波利特，英國同儕和政治家（保守黨）
- 恩斯特·馮·舍寧，普魯士軍官，最後一位中將

### 4日
- 弗朗茨·弗里德里希·馮·普特卡默，普魯士少將和梅裡特騎士勳章
- 卡斯帕·澤勒，德國企業家

### 7日
- 馬蒂亞斯·拉布，克羅埃西亞作家、翻譯家

### 8日
- 卡爾·弗里德里希·德米亞尼，德國畫家和肖像畫家

### 13日
- 古斯塔夫·恩斯特·馮·坎普茨，德國行政律師、植物學家和昆蟲學家

### 15日
- Carl Ludwig von Barckhaus genannt von Wiesenhütten，黑森州部長和外交官
- 馬丁·馮·施瓦特納，歷史學家和統計學家

### 16日
- 約翰·克裡斯托夫·布羅茨，德國教育家和民族志學家
- 約阿希姆·普默勒（Joachim Pummerer），巴伐利亞商人和當地政治家

### 18日
- 約翰·特雷德韋爾，康涅狄格州第四任州長
- 約翰·貝克，美國政治家
- 伊利亞·博德曼，美國政治家
- 安德烈-雅克·加纳林，航空先驅，第一位跳傘者

### 20日
- 弗里德里希·阿諾德·布羅克豪斯，德國出版商，“F. A. Brockhaus”出版社創始人
- 庇護七世，教皇（1800年–1823年）

### 21日
- 馬科斯·博薩裡斯，希臘獨立戰爭中的軍事領袖
- 卡爾·利奧波德·約阿希姆·丹尼爾·莫澤·馮·埃佈雷希斯多夫，下奧地利元帥

### 22日
- 拉扎尔·卡诺，法國將軍、政治家和數學家

### 26日
- 小湯瑪斯·默里，美國政治家
- 卡爾·弗里德里希·齊默爾曼，瑞士政客

### 27日
- 朱利葉斯·弗裡德里希·奧古斯特·哈丁，德國路德宗神學家
- 什切潘·霍沃奇奇，華沙大主教
- 第四代霍普頓伯爵約翰·霍普，英國將軍

### 28日
- 佩萊特的查理斯，普魯士少將

### 30日
- 皮埃爾·普雷沃斯特，法國全景畫家
- 斐迪南德·布魯姆，德國古典語言學家、牧師和大學講師
- 蘇菲·斯托卡（Sophie Stokar），瑞士女高音

### 31日
- 傑西·佛蘭克林，美國政治家

## 9月

### 4日
- 莫里茨·奧古斯特·馮·奧伯尼茨，普魯士少將

### 6日
- 約翰·海因里希·沃伊特，德國數學家、天文學家和物理學家

### 7日
- 蘭伯特·科尼利厄斯，杜塞爾多夫藝術學院的德國畫家和繪畫老師
- 約翰·克裡斯托夫·舒斯特，德國儀器製造商和計算機設計師
- 約翰·斯沃特沃特，美國商人和政治家

### 8日
- 約翰·科恩拉德·范·哈瑟爾特，荷蘭醫生和博物學家

### 11日
- 大卫·李嘉图，英國經濟學家
- 何塞·科雷亞·達塞拉，葡萄牙神職人員、學者、外交官和植物學家

### 13日
- 蘭伯特·卡德瓦拉德，美國政治家
- 約翰·威爾斯·埃普斯，美國政治家

### 14日
- Jürgen von Ahlefeldt，法警和丹尼布羅格勳章持有者
- 約翰·海因里希·戈特利布·弗里克，德國醫生、物理學家和大學講師

### 17日
- 亞伯拉罕·路易·布雷蓋，瑞士鐘錶學家、發明家
- 格奧爾基·拉澤爾，羅馬尼亞教育家、作家和神學家
- 戈特利布·塞德爾，巴伐利亞州律師和市長

### 18日
- 羅傑·德·達馬斯，法國將軍和約瑟夫·法蘭索瓦·路易·達馬斯的兄弟
- 卡爾·海因里希·尼古拉，德國歷史學家
- 克利斯蒂安·弗裡德里希·維爾納，德國商人、移民和學校捐助者

### 20日
- 蓋爾·維達林，冰島神職人員，斯卡爾霍爾特主教

### 21日
- 弗裡德里希·威廉·利奧波德·馮·高迪，普魯士中將和但澤的最後一位指揮官

### 23日
- 馬修·貝利，蘇格蘭醫生、病理學家
- 坎彭豪森的巴爾塔薩三世，波羅的海德國血統的俄羅斯政治家
- 約翰·魯道夫·馮·格拉芬裡德，瑞士軍方領導人

### 24日
- 約翰·巴普蒂斯特·安德列斯，德國歷史學家、天主教神學家、哲學家和教會律師
- 克利斯蒂安·格布哈德·諾德曼，德國農民

### 27日
- 西番尼亞·斯威夫特，美國政治家

### 28日
- 夏洛特·梅爾莫斯，出生於英國的美國女演員

## 10月

### 2日
- 安托萬-法蘭索瓦·卡萊特，法國畫家
- 丹尼爾·斯泰貝爾特，德國作曲家和鋼琴家

### 3日
- 約瑟夫·布盧姆菲爾德，美國政治家

### 7日
- 約翰·克利斯蒂安·亨德爾，德國圖書印刷商和出版商
- 多明尼庫斯·梅耶，奧古斯丁教規，奧古斯丁修道院院長

### 8日
- 讓·諾埃爾·德斯特雷漢，美國政治家
- 馬丁·哈丁，美國政治家

### 18日
- 詹姆斯·莫特，美國政治家

### 21日
- 第七代布里奇沃特伯爵約翰·埃格頓，英國貴族、軍官和政治家，下議院議員
- 亞當·路德維希·馮·奧克斯，選舉黑森州少將和外交官

### 23日
- 馬科斯·科埃略·內托，巴西作曲家
- 威廉·H·克劳福德，美國政治家

### 25日
- 克利斯蒂安·雅各·戈特洛布·艾森，德國商人和藝術品收藏家

### 26日
- 阿瑪莉·克利斯蒂安·馮·巴登，巴登公主
- 黑森-達姆施塔特的路德維希·格奧爾格·卡爾，德國陸軍元帥
- 約瑟夫·普林德爾，奧地利管風琴家和作曲家

### 28日
- 萊因霍爾德·貝倫斯，德國波羅的海醫生和作家

### 29日
- 弗朗索瓦·達夫朗日·德·豪熱蘭維爾，法國元帥 de camp
- 約翰·約瑟夫·卡爾·亨裡奇，奧地利巴羅克畫家，博爾扎諾聖心畫的創作者

### 30日
- 埃德蒙·卡特赖特，動力織機機械織機的發明者
- 亨利-大衛·夏樂，瑞士新教神職人員

### 31日
- 查理斯·格蘭特，福音派勸說的英國（貿易）政治家

### 日期不詳
- 伊萬·亞歷山德羅維奇·庫茲科夫，俄羅斯航海家

## 11月

### 1日
- 海因里希·威廉·馮·格斯滕貝格，德國劇作家
- 伯恩哈德·雅各·弗裡德里希·馮·哈勒姆，普魯士和法國公務員和翻譯

### 5日
- 馬克西米利安·馮·肯皮斯，科隆選民政治家和科隆市市長
- 伊爾德豐斯·羅伊舍爾，Grüssau西多會修道院的住持

### 7日
- 喬治·布拉德伯里，美國政治家
- 約翰娜·梅爾伯，法蘭克福市民，約翰·沃爾夫岡·馮·歌德的姨媽
- 拉斐爾·德爾列戈，西班牙革命者

### 8日
- 阿部正权，江戶時代後半期的大名

### 9日
- 瓦西裡·卡普尼斯特，烏克蘭-俄羅斯詩人、劇作家
- 克利斯蒂安·皮斯托瑞斯，德國作家和翻譯家

### 11日
- 理查·理查茲，英國法官和政治家

### 12日
- 伊曼紐爾·阿洛伊斯·福斯特，奧地利作曲家和音樂教育家

### 15日
- 路易吉·卡盧梭，義大利古典作曲家和指揮家
- 約翰·海因里希·蜜雪兒，德國商人、船東和魯爾河畔米爾海姆市長（1813-1816）

### 17日
- 第一代厄斯金男爵湯瑪斯·厄斯金，英國政治家、下議院議員和貴族

### 18日
- 讓-尼古拉·帕什，法國大革命期間的政治家

### 21日
- 丹尼爾·戈特希爾夫·莫爾登哈沃，德國新教神學家和圖書館員

### 23日
- 卡斯帕·馮·卡爾納普，埃爾伯費爾德市長
- 何塞·德·埃斯佩萊塔，西班牙軍官和殖民地行政長官，新格拉納達和納瓦拉總督
- 亞歷山大·馮·特雷斯科，普魯士少將

### 25日
- 約翰娜·馮·宏拉斯，貝多芬的青春愛情

### 30日
- 卡爾·西奧多·格邁納，總法律顧問兼秘密註冊官
- 維克多·馮·斯泰丁克，瑞典海軍上將

### 日期不詳
- 安東尼奧·瑪麗亞·馬丁內斯，西班牙德克薩斯州州長

## 12月

### 3日
- 乔瓦尼·巴蒂斯塔·贝尔佐尼，義大利探險家，埃及考古先驅
- 約瑟夫·普托·德·福克雷，法國作曲家、管風琴家和音樂教育家

### 4日
- 格雷戈里奧·何塞·拉米雷斯，哥斯大黎加政治家、商人和海軍陸戰隊員
- 裘莉·德·羅蓋特，德國詩人

### 6日
- 弗里德里希·貝切勒（Friedrich Becherer），德國建築師和工程師，普魯士公務員和大學講師

### 11日
- 路易絲·馮·倫格費爾德，施瓦茨堡-魯道爾施塔特宮廷的霍夫邁斯特林和弗里德里希·席勒的岳母

### 13日
- 塔平·里夫，美國律師
- 帕維爾·安德列耶維奇·舒瓦洛夫，俄羅斯將軍

### 15日
- 詹姆斯·卡特布希，美國醫生和化學家
- 約翰·弗里德里希·馮·西格巴特，普魯士郵政局長

### 16日
- 漢斯·卡爾·克努松，挪威商人和政治家，議會成員
- 卡爾·馬奎特，德國商人、企業家和法國馬格德堡歸正教會的長期長老

### 17日
- 詹姆斯·華萊士，美國政治家

### 18日
- 約翰·內波穆克·哈廷格，本篤會，修道院圖書館館長
- 湯瑪斯·紐博爾德，美國政治家

### 19日
- 尼古拉斯-約瑟夫·許爾曼德爾，法國作曲家和鋼琴家
- 威廉·恩斯特·威切爾豪森，不來梅律師、參議員和市長

### 21日
- 喬治·馮·施默菲爾德，黑森-卡塞爾政治家
- 多梅尼科·斯皮努奇，義大利神職人員、貝內文托大主教和紅衣主教

### 23日
- 約翰·格布哈德·馬斯，德國心理學家
- Amédée Willot（阿梅德·威利洛特），法國將軍和政治家

### 24日
- 詹姆斯·甘登，英國建築師
- 菲力浦·克裡斯托夫·凱澤，鋼琴家、作曲家、管弦樂音樂家、音樂教師、共濟會成員和詩人

### 26日
- 威廉·馮·克彭，奧地利將軍

### 27日
- 弗里德里希·馮·西弗斯，俄羅斯參議員

### 30日
- 漢斯·克利斯蒂安·吉內利，德國建築師

### 31日
- 海因里希·伊曼紐爾·克呂普費爾，德國法律學者和政治家
- 保羅·萊迪，皮埃蒙特神職人員和教皇外交官

## 日期不詳
- 伯麟
- 陈修园
- 陳預
- 董祐誠
- 賈格·阿弗里卡納，奧拉姆社團的領袖
- 喬治·安瑞斯，德國建築大師
- 路易士-馬丁·貝托，法國建築師、裝飾師、園藝師和雕刻師
- 尼古拉斯·卡塞德，羅馬天主教神父和嘉布遣會修道士
- 穆罕默德·阿拉比·達爾卡維，摩洛哥蘇菲派和作家
- 格蕾絲·埃利奧特，蘇格蘭和情婦
- 費德里戈·菲奧里洛，德國作曲家和小提琴家
- 弗朗茨·尤斯圖斯·弗倫澤爾，德國牧師和植物學家
- Gungthang Tenpe Drönme，3. 貢唐仁波切
- 約瑟夫·霍金斯，美國政治家
- 弗朗索瓦-瑪麗-約瑟夫·德拉普拉斯，法國拉丁學家和浪漫主義學者
- 約翰·伊曼紐爾·路德維希，普魯士軍官，最後一位中校
- 約瑟夫·查理斯·梅利什，英國領事、詩人、席勒翻譯家和普魯士貴族
- 約瑟夫·伊曼紐爾·馮·奧特利布，Stadtschultheiß 拉文斯堡
- 雅內茲·普里米奇，斯洛維尼亞詩人和啟蒙思想家
- 約翰·海因里希·舒爾茨，德國路德教會牧師
- 古斯塔夫·安東·馮·塞肯多夫，德國詩人和作家
- 卡爾·弗里德里希·馮·西弗斯，俄羅斯公務員
- 威廉·塔佩，德國建築大師
- 約翰·湯普森，美國律師和政治家
- 康拉德·弗里德里希·烏登，德國醫生
- 揚尼斯·維拉拉斯，希臘詩人、諷刺詩人和散文作家
- 瑪麗安·索菲·韋卡德，德國作家